# فرودگاه صحرایی بیوکنن
فرودگاه صحرایی بیوکنن (به انگلیسی: Buchanan Field Airport) یک فرودگاه همگانی با کد یاتا CCR است که یک باند فرود آسفالت و بتن دارد و طول باند آن ۱۵۲۴ متر است. این فرودگاه در شهر کانکورد، کالیفرنیا کشور ایالات متحده آمریکا قرار دارد و در ارتفاع ۷٫۹ متری از سطح دریا واقع شده‌است.